# Jansen Panettiere

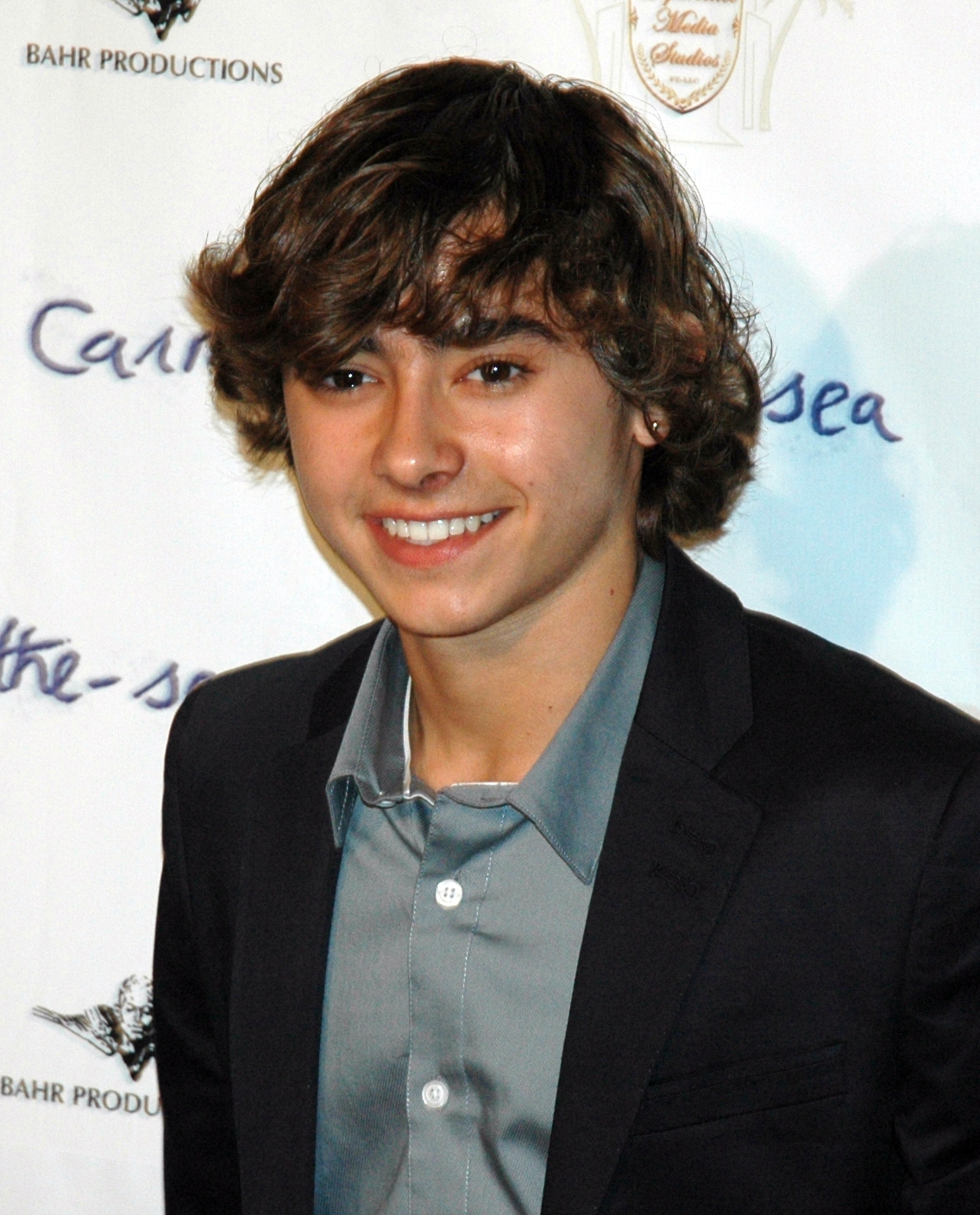
Jansen Panettiere
(März 2011)

Jansen Rayne Panettiere (* 25. September 1994 in Palisades, New York; † 19. Februar 2023 in New York City) war ein US-amerikanischer Schauspieler und Synchronsprecher. Er war der jüngere Bruder der Schauspielerin Hayden Panettiere.

## Leben und Karriere
Panettiere wurde im Jahre 1994 in Palisades im New Yorker Rockland County als zweites Kind der ehemaligen Seifenoperndarstellerin Lesley R. Vogel und des ranghohen Feuerwehrmannes Alan Lee „Skip“ Panettiere geboren. Die beiden heirateten am 25. Mai 1987 und hatten mit der 1989 geborenen Hayden Panettiere bereits eine Tochter, die im Geburtsjahr ihres jüngeren Bruders ihre ersten Schritte ins Film- und Fernsehgeschäft machte. Jansen Panettieres erster Auftritt in diesem Business war im Jahr 2002, als er in einer der Pilotfolgen der Fernsehserie Eben ein Stevens in Erscheinung trat; danach wurde seine Figur allerdings aus der Serie gestrichen. Bis 2004 folgten weitere Serienkurzauftritte in Hope and Faith (2003), Third Watch – Einsatz am Limit (2003) und Blue’s Clues – Blau und schlau (2004), ehe er ebenfalls im Jahr 2004 an der Seite seiner Schwester in einer nicht unwesentlichen Nebenrolle in An Bord der Tiger Cruise eingesetzt wurde.
Ein Jahr später trat er erstmals als Synchronsprecher in Erscheinung, als er im US-amerikanisch-südafrikanischen Abenteuerfilm Im Rennstall ist das Zebra los, bei dem seine ältere Schwester in der Hauptrolle war, dem jungen Zebra Stripes die Stimme lieh. Noch im selben Jahr lieh er einer jüngeren Version der Hauptfigur im Animationsfilm Robots und dem dazugehörigen gleichnamigen Videospiel die Stimme und war auch im Direct-to-DVD Holly Hobbie and Friends: Surprise Party in der Rolle des Robby Hobbie zu hören. Von 2005 bis 2006 hörte man ihn auch in der Rolle des Trueman in der nur kurzlebigen Nickelodeon-Serie Familie X – In geheimer Mission; außerdem lieh er seine Stimme im Blockbuster Ice Age 2 – Jetzt taut’s dem Schaufelzähnerjungen. In der Rolle des Robby Hobbie hörte man Panettiere auch im Jahr 2006 und zwar in der nächsten Direct-to-DVD-Produktion Holly Hobbie and Friends: Christmas Wishes. In ebendiesem Jahr sah man ihn wieder in einer realen Rolle, als er in einer Episode von Alle hassen Chris in die Rolle des Peter schlüpfte. Ab 2007 widmete er sich vor allem seiner Karriere als Schauspieler und betätigte sich nur mehr sporadisch als Synchronsprecher, so etwa in einer neuerlichen Holly-Hobbie-Produktion, dem Film Holly Hobbie and Friends: Secret Adventures (2007) und etwas später im selben Jahr dem weiteren Holly-Hobbie-Film Holly Hobbie and Friends: Best Friends Forever.
Des Weiteren sah man ihn 2007 in der Hauptrolle des 11-jährigen Luke Malloy in Ein verhexter Sommertag, für ebendiese Rolle wurde er im darauffolgenden Jahr bei der Verleihung der Young Artist Awards 2008 in der Kategorie Bester Hauptdarsteller in einem Fernsehfilm, Miniserie oder Special nominiert, konnte sich allerdings nicht gegen Chevez Ezaneh durchsetzen, der die Auszeichnung für sein Engagement in Begrabt mein Herz an der Biegung des Flusses erhielt. Im Independentfilm The Babysitters hatte er ebenfalls eine Hauptrolle inne; ebenso im 2008 veröffentlichten Filmdrama Mehr als Limonade – Die geheimnisvollen Aufträge des Mister Sperry. Nachdem er endlich den Durchbruch als Schauspieler geschafft hatte, wurde er fortan laufend für namhafte Produktionen gebucht, so unter anderem auch für den Film The Perfect Game (2008), der auf den Ereignissen während der Little League World Series 1957 basiert und Panettiere in der Rolle des jungen Enrique Suárez zeigt.
2012 sah man Panettiere unter anderem im Theaterstück 8, welches auf den Schlussplädoyers zum Verfahren Perry v. Schwarzenegger, der Verfassungswidrigkeit eines Verbots der gleichgeschlechtlichen Ehe in Kalifornien, basiert. Das Stück wurde auch auf DVD aufgenommen und auf ebendiesem Medium herausgebracht. Zudem wurde es live auf YouTube ausgestrahlt, um Geld für die American Foundation for Equal Rights zu sammeln. Ebenfalls 2012 sah man Jansen Panettiere neben seiner Schwester im Direct-to-DVD-Filmdrama Farben der Liebe. 2013 war Panettiere in einer Nebenrolle im Film Das verschollene Medaillon – Die Abenteuer von Billy Stone beteiligt, ebenso in einer Episode der Krimiserie Major Crimes. Ein weiterer Film mit seiner Beteiligung, The Sound of Magic, erschien 2015.
Panettiere hatte bei deutschsprachigen Veröffentlichungen verschiedene Synchronsprecher. So lieh ihm in Robots Domenic Redl die Stimme. In Mehr als Limonade – Die geheimnisvollen Aufträge des Mister Sperry erhielt er von Christiane Werk die deutsche Stimme.
Er starb unerwartet im Februar 2023 im Alter von 28 Jahren in New York an den Auswirkungen einer Kardiomegalie und damit verbundenen Komplikationen an der Aortenklappe.

## Filmografie
Filme (auch Kurzauftritte)
- 2004: An Bord der Tiger Cruise (Tiger Cruise)
- 2007: Ein verhexter Sommertag (The Last Day of Summer)
- 2007: The Babysitters
- 2008: Mehr als Limonade – Die geheimnisvollen Aufträge des Mister Sperry (The Secrets of Jonathan Sperry)
- 2009: The Perfect Game
- 2012: Farben der Liebe (The Forger)
- 2013: Das verschollene Medaillon – Die Abenteuer von Billy Stone (The Lost Medallion: The Adventures of Billy Stone)
- 2015: The Sound of Magic
- 2017: Campus Killer – Das Böse kehrt zurück (Del Playa)

Serien
- 2002: Eben ein Stevens (Even Stevens) (1 Episode)
- 2003: Hope und Faith (Hope & Faith) (Pilotfolge)
- 2003: Third Watch – Einsatz am Limit (Third Watch) (1 Episode)
- 2004: Blue’s Clues – Blau und schlau (Blue’s Clues) (1 Episode)
- 2006: Alle hassen Chris (Everybody Hates Chris) (1 Episode)
- 2013: Major Crimes (1 Episode)
- 2019: The Walking Dead (1 Episode)

Synchronarbeiten
- 2005: Im Rennstall ist das Zebra los (Racing Stripes)
- 2005: Robots
- 2005: Robots (Computerspiel)
- 2005: Holly Hobbie and Friends: Surprise Party
- 2005–2006: Familie X – In geheimer Mission (The X’s) (Fernsehserie; 7 Episoden)
- 2006: Ice Age 2 – Jetzt taut’s (Ice Age: The Meltdown)
- 2006: Holly Hobbie and Friends: Christmas Wishes
- 2007: Holly Hobbie and Friends: Secret Adventures
- 2007: Holly Hobbie and Friends: Best Friends Forever

Theaterstücke
- 2012: 8

## Nominierungen
- 2008: Young Artist Award in der Kategorie Bester Hauptdarsteller in einem Fernsehfilm, Miniserie oder Special für sein Engagement in Ein verhexter Sommertag[1]